# Daughters of Isis
Las Hijas de Isis (en inglés estadounidense: Daughters of Isis) son el cuerpo auxiliar femenino de la Antigua Orden Árabe Egipcia de los Nobles del Relicario Místico, los Shriners afiliados a la Francmasonería Prince Hall afroestadounidense.
Los grupos locales de las Hijas de Isis fueron fundados en Maryland, en Rhode Island y en Washington D. C., durante los primeros años del siglo XX y en 1909 los representantes de estos grupos locales se reunieron con un comité de los Shriners de Prince Hall y solicitaron formalmente la formación de una organización nacional de mujeres entre los familiares de los miembros de la Antigua Orden Árabe Egipcia de los Nobles del Relicario Místico. El permiso fue concedido durante la convención anual de los Shriners, llevada a cabo en la ciudad de Detroit, Michigan, el 24 de agosto de 1910. En el momento de la creación de los grupos había 12 cortes o grupos locales.
Las organizaciones locales son llamadas Cortes y la organización nacional es llamada la Corte Imperial.
Los rituales de la organización están basados en la mitología egipcia y en las leyendas de la antigua divinidad egipcia Isis.
Había 12.000 miembros repartidos en 184 cortes en 1979. Hoy hay casi 200 cortes localizadas en los Estados Unidos, Canadá, las Bahamas, Alemania, Italia, Corea del Sur y Japón.